# Lặn cùng Mặt Trời
Lặn cùng Mặt Trời (tiếng Anh: Heliacal setting) hay lặn lúc hoàng hôn là lần lặn nhìn thấy cuối cùng của một thiên thể (ngôi sao, hành tinh hay chòm sao) trong tranh tối tranh sáng buổi chiều (hoàng hôn) ngay sau khi Mặt Trời lặn. Trong các buổi chiều tiếp theo, ngôi sao sẽ vượt qua đường chân trời phía tây trong khi còn quá nhiều ánh sáng Mặt Trời để có thể nhìn thấy nó. Không nên nhầm lẫn lặn cùng Mặt Trời do quan sát này với lặn lúc hoàng hôn thật sự (tiếng Anh: true acronychal setting) là sự lặn của thiên thể đó với sự lặn của mặt trời diễn ra cùng nhau, được tính toán và suy luận ra chứ không phải do quan sát.

## Lưu ý
Bên cạnh các kiểu mọc và lặn quan sát được còn có các kiểu mọc và lặn nhất định được suy luận/tính toán ra chứ không phải do quan sát, do ngôi sao bị che khuất bởi ánh sáng Mặt Trời vào thời điểm nó mọc hay lặn. Các kiểu mọc và lặn do tính toán và suy luận này chỉ được các nhà thiên văn sử dụng.
- Mọc vũ trụ (tiếng Anh: cosmical rising): Ngôi sao và mặt trời mọc cùng nhau. Tất nhiên, ngôi sao bị ánh sáng Mặt Trời làm lu mờ và che khuất.
- Lặn vũ trụ (tiếng Anh: cosmical setting): Ngôi sao lặn khi Mặt Trời mọc.
- Mọc lúc hoàng hôn thật sự (tiếng Anh: true acronychal rising): Ngôi sao mọc khi mặt trời lặn.
- Lặn lúc hoàng hôn thật sự (tiếng Anh: true acronychal setting): Ngôi sao và mặt trời lặn cùng nhau.